# Charmane Star
Charmane Star (née le 5 mai 1979 aux Philippines) est une actrice de films érotiques et pornographiques américaine.

## Biographie
Charmane Star a joué dans plus de 200 films depuis 1998, sa sœur "Leah Santiago" est aussi dans le x.
Elle tourne notamment au sein du film Black Dynamite de Scott Sanders.
En 2009 elle apparait dans la vidéo de Baby Bash feat. Lil Jon & Mario "That's How I Go".

## Récompenses
- Nomination aux AVN Awards en 2005 dans la catégorie "Best Oral Sex Scene" pour le film Eye of the Beholder[3].

## Filmographie sélective

### Film érotique
- 2007 : Co-Ed Confidential série télévisée softcore de Cinemax : "Erin"
- 2008 : "Sex Chronicles" série télévisée
- 2009 : Black Dynamite de Scott Sanders : "Asian Chick"
- 2010 : Next Stop for Charlie série télévisée de Mandt Bros. Productions épisode Thailand : "Betting Girl"

### Film pornographique
- 1998 : Coed Cocksuckers 10
- 1999 : The 4 Finger Club 4
- 1999 : No Man's Land Interracial Edition 1
- 2000 : Pussyman's Decadent Divas 9
- 2000 : No Man's Land Asian Edition 1
- 2000 : The Violation of Jewel De'Nyle
- 2001 : The 4 Finger Club 14
- 2002 : Crazy About Asians 3
- 2003 : Fem Bella
- 2004 : Belladonna's Connasseur
- 2005 : Girlvana 1
- 2006 : Bitches in Training 2
- 2007 : Lesbian Training 6
- 2008 : Charmane Star's Asian Booty Busters
- 2009 : Valley of the Dolls
- 2010 : Meow! 1
- 2011 : Woman's Touch 3
- 2012 : Orgy II : The XXX championship
- 2012 : Lesbian Spotlight: Charmane Star
- 2013 : Wolverine XXX: A Porn Parody
- 2013 : Lesbian Beauties 9: Asian Beauties
- 2014 : Molly's Life 22
- 2014 : Kittens and Cougars 7
- 2015 : Sex Addicts 2
- 2017 : Kissing Cousins 3